# San José de Uré
San José de Uré é um município da Colômbia, localizado no departamento de Córdoba.